# جون غاريسون (لاعب هوكي جليد)
جون غاريسون (بالإنجليزية: John Garrison)‏ هو لاعب هوكي جليد أمريكي، ولد في 13 فبراير 1909 في مقاطعة ميدلسيكس في الولايات المتحدة، وتوفي بنفس المكان في 13 مايو 1988.

## وصلات خارجية
- جون غاريسون على موقع EliteProspects.com (الإنجليزية)
- جون غاريسون على موقع Eurohockey.com (الإنجليزية)
- جون غاريسون على موقع HockeyDB.com (الإنجليزية)
- جون غاريسون على موقع أوليمبيديا (الإنجليزية)